# Leutasch
Leutasch è un comune austriaco di 2 284 abitanti nel distretto di Innsbruck-Land, in Tirolo.

## Galleria d'immagini

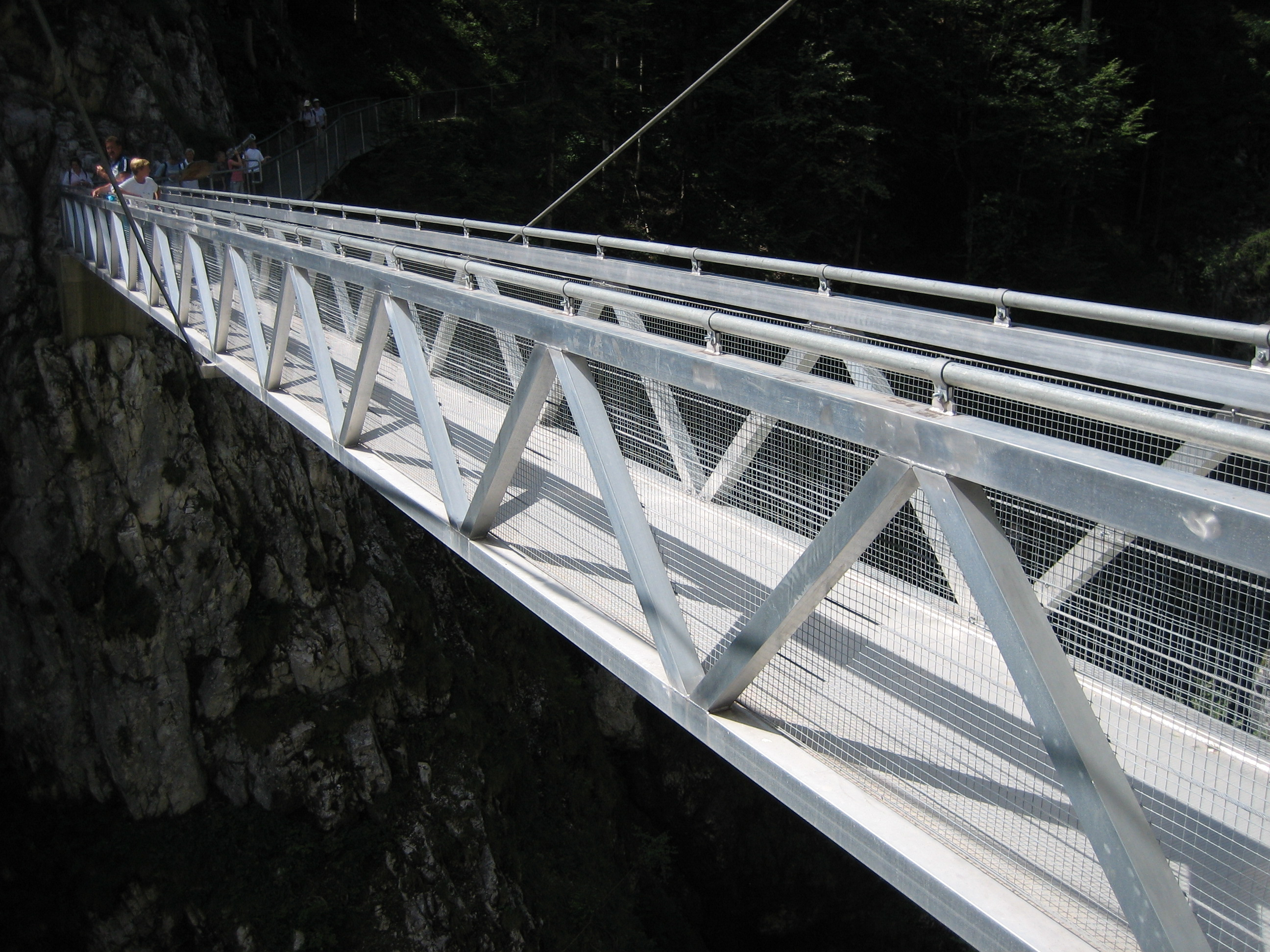
Ponte sul Leutaschklamm, la gola di Leutasch al confine con la Baviera
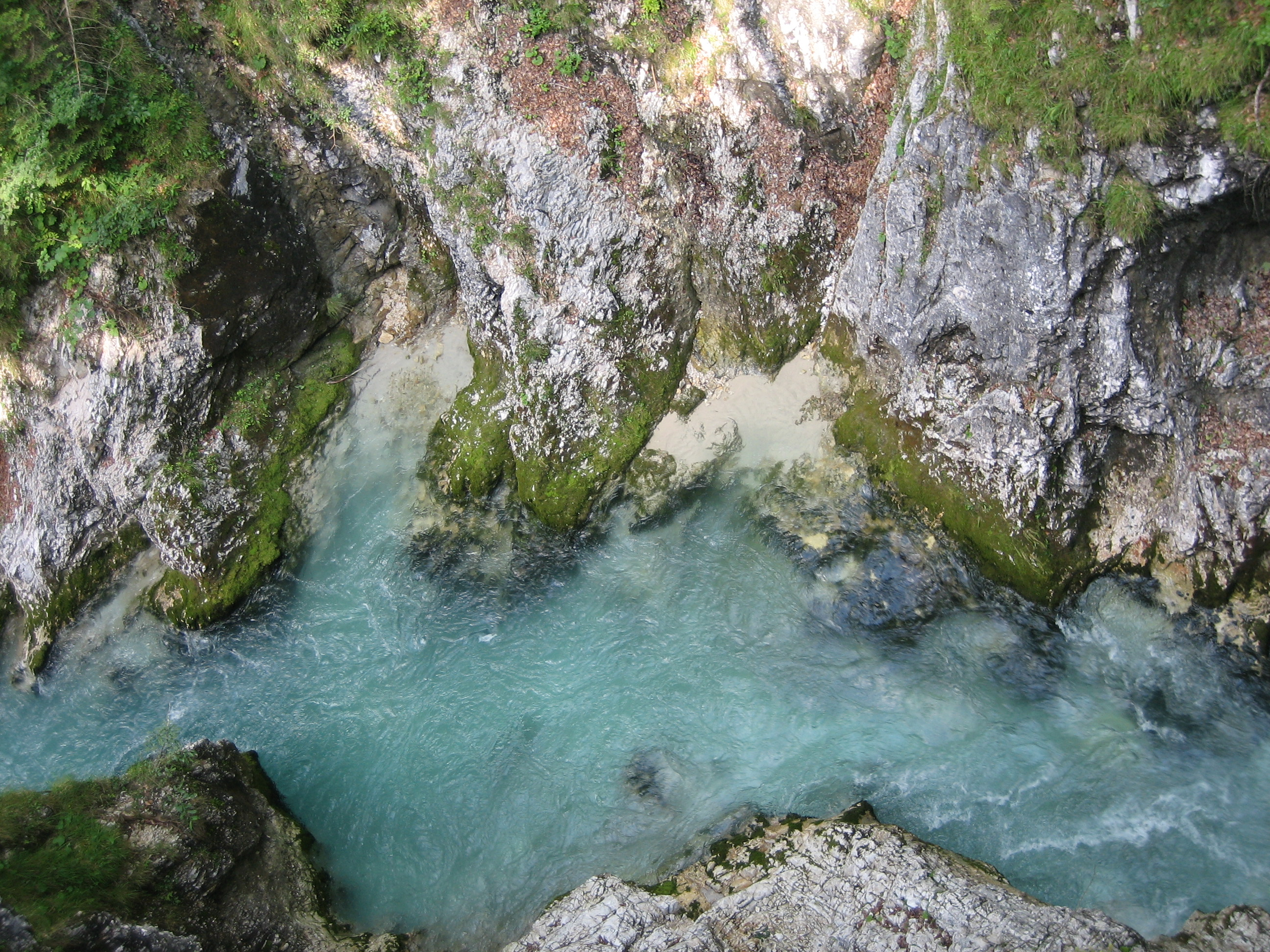
Il Leutaschklamm
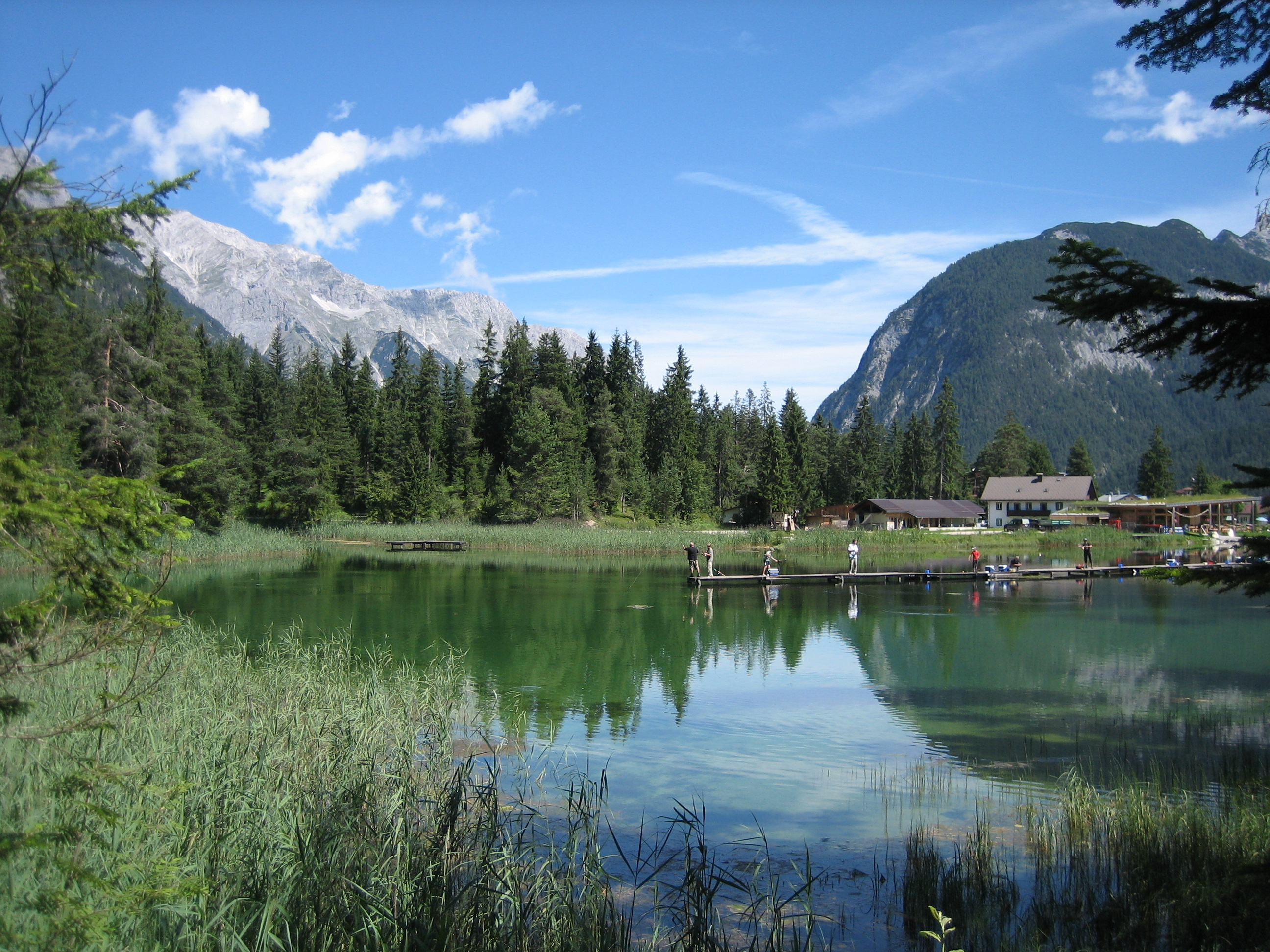
Il lago Weidachsee a Leutasch
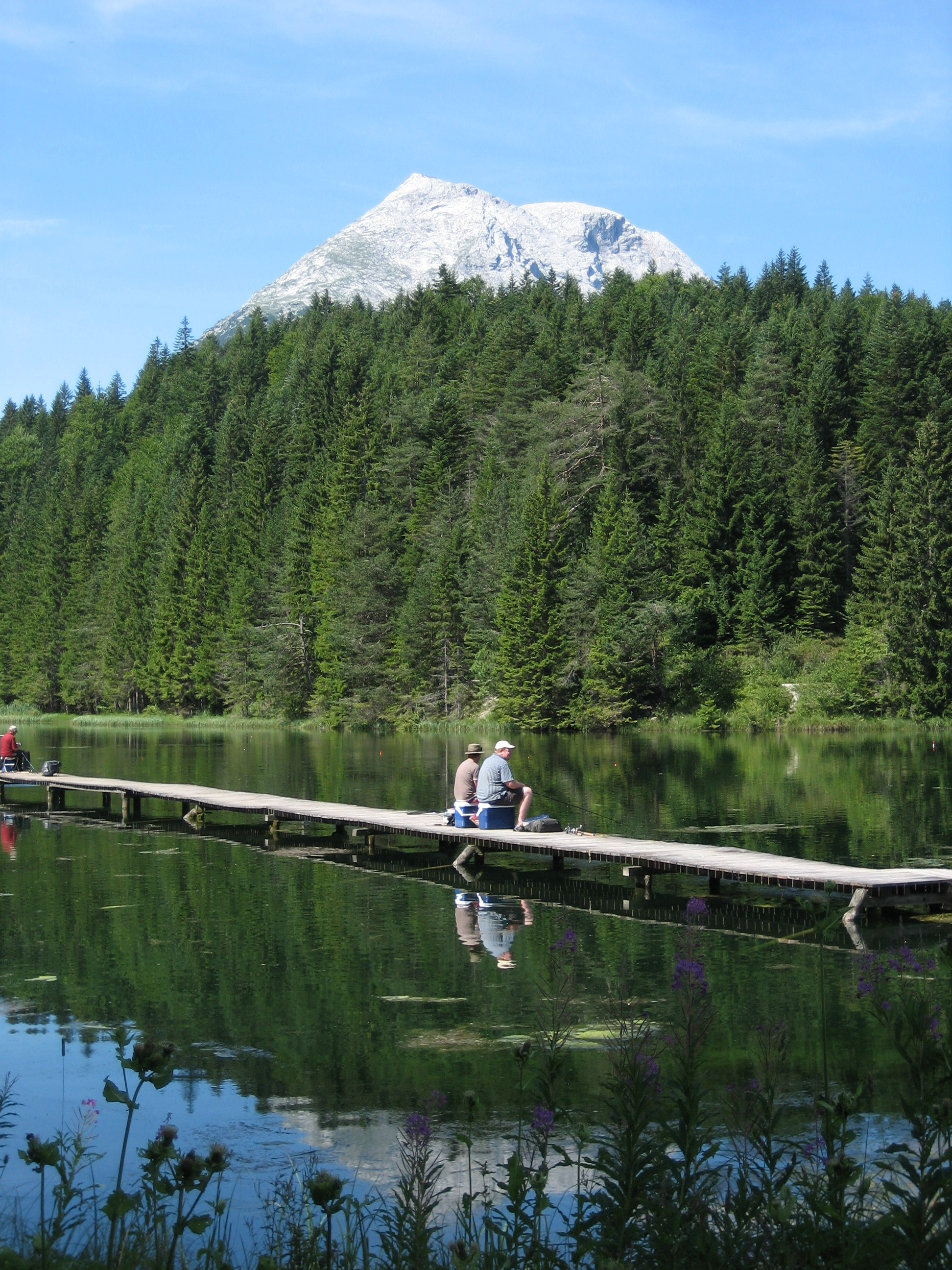
Pesca al Weidachsee a Leutasch
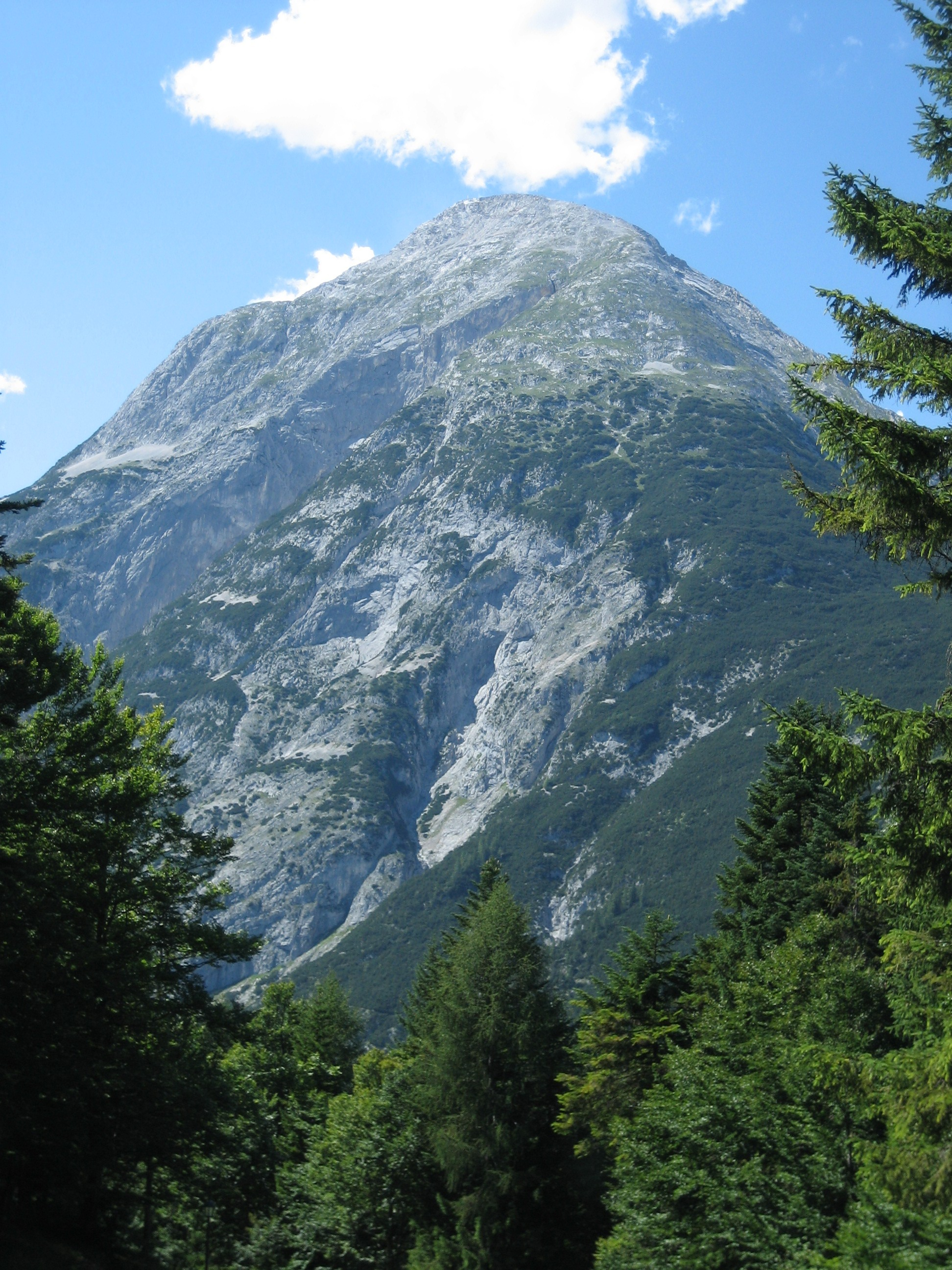
L'Hohe Munde visto da Leutasch
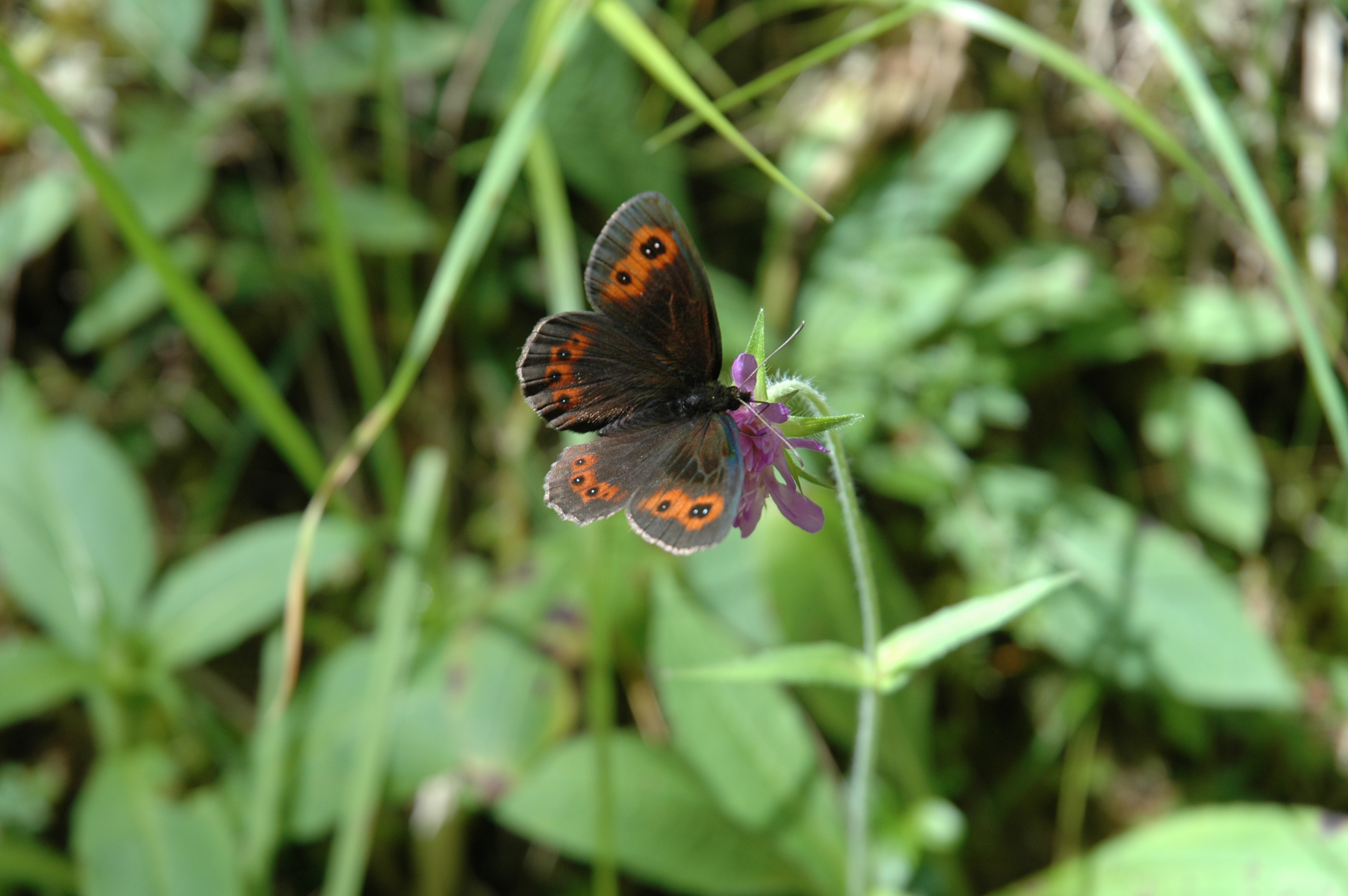
Farfalla su un fiore nel bosco attorno al Weidachsee a Leutasch